# Crocees
Crocees o Krokeai (en grec antic Κροκέαι) era una petita ciutat de Lacònia situada a la via que anava d'Esparta a Gítion, i coneguda per les seves pedreres de marbre. Pausànias diu que aquest marbre era difícil de treballar però amb ell s'aconseguien belles decoracions per als temples, els banys i les fonts.
Quan s'entrava a la vila hi havia una gran imatge de Zeus Croceates, i a les pedreres estàtues de bronze dels Dioscurs, segons Pausànias, que també diu que els banys més famosos de Corint estaven decorats amb marbre d'aquest lloc. S'han trobat blocs de marbre treballat, probablement procedents de l'estàtua de Zeus. Un baix relleu amb el ritual de l'adoració dels Dioscurs representats amb els seus cavalls i amb una inscripció llatina es va trobar a les pedreres.
També tenia pedreres de pòrfir verd, que els grecs no utilitzaven pels seus temples, però si que ho van fer els romans que l'usaven per decoració.Sembla que el que els romans anomenaven "marbre de Lacònia" era aquest pòrfir. Els romans, segons Estrabó, van obrir noves canteres prop de Taíget, que serien les d'aquest lloc de Crocees. En parla també Quint Curci Ruf.